# Michael Eckelt

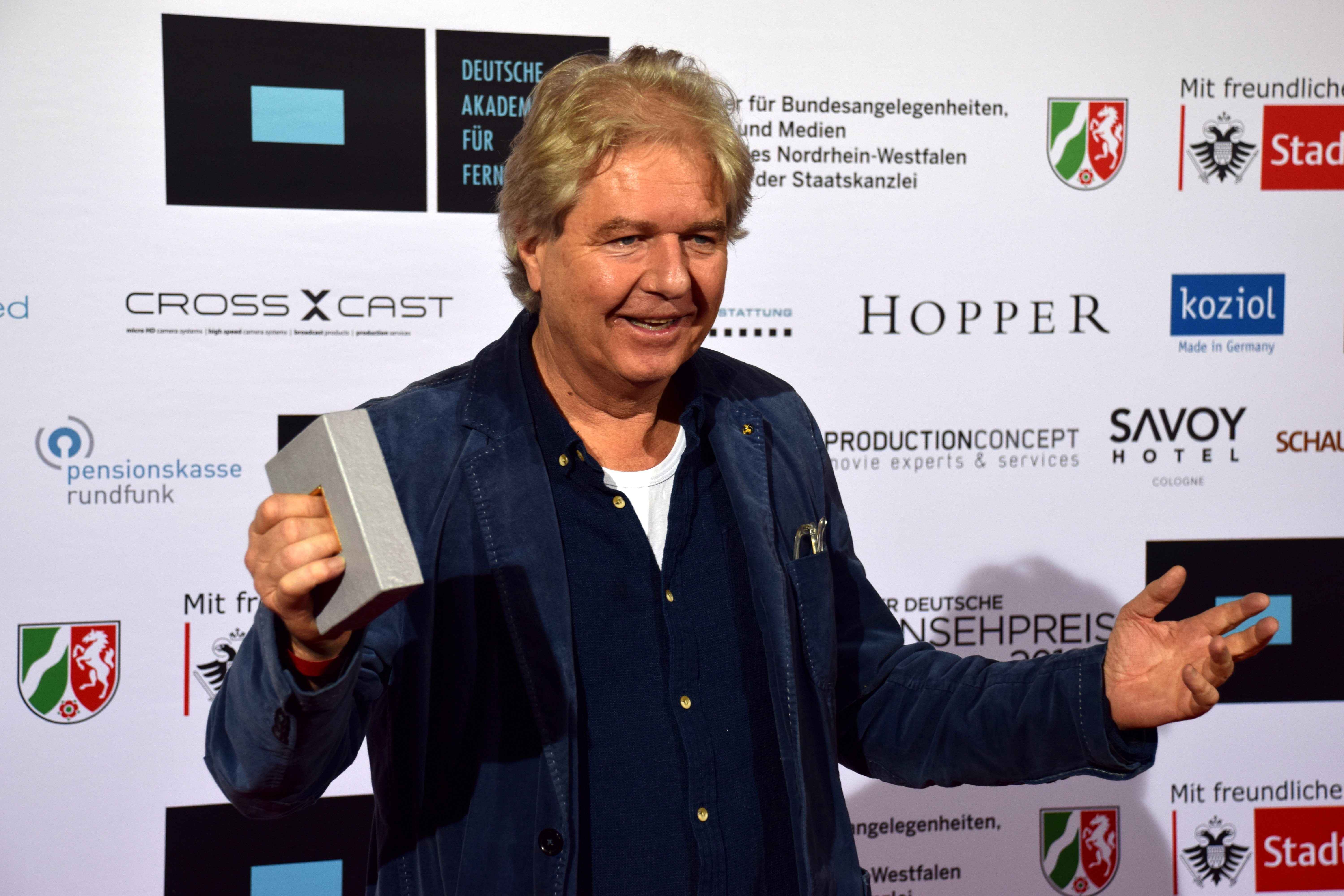
Michael Eckelt

Michael Eckelt (* 1952 in Hannover) ist ein deutscher Filmproduzent.
Michael Eckelt studierte zunächst Germanistik und Politik an der Leibniz Universität in Hannover. Er wurde nach dieser Zeit Geschäftsführer und Programmgestalter in den hannoverschen Kinos von Hans-Joachim Flebbe, darunter das Kino am Raschplatz. Ab 1984 wurde er Geschäftsführer des Impuls-Filmverleih in Hamburg. Ende der 1980er zog er in die Hansestadt. 1992 bis 1995 leitete er den Film Fonds Hamburg. Ab 1997 war er Geschäftsführer der Neue Impuls Film. 2006 gründete er die Riva Filmproduktion. 2015 wurde er mit dem Produzentenpreis der Deutschen Akademie für Fernsehen ausgezeichnet. 

## Filmografie (Auswahl)
- 2001: Engel & Joe
- 2004: Die syrische Braut
- 2005: Obaba
- 2007: Beautiful Bitch
- 2009: Ganz nah bei Dir
- 2009: Du sollst nicht lieben (Einayim Pkuchot)
- 2012: An Enemy To Die For (En fiende att dö för)
- 2012: I, Anna
- 2012: Das Leben ist nichts für Feiglinge
- 2014: Altersglühen – Speed Dating für Senioren
- 2014: Mein Herz tanzt (Dancing Arabs)
- 2017: Happy Burnout
- 2017: Es war einmal Indianerland
- 2018: 1918 - Aufstand der Matrosen (ARTE & NDR)[2]
- 2018: Sibel
- 2020: König der Raben
- 2023: Ponyherz – Wild und Frei